# イチロー・カワチ

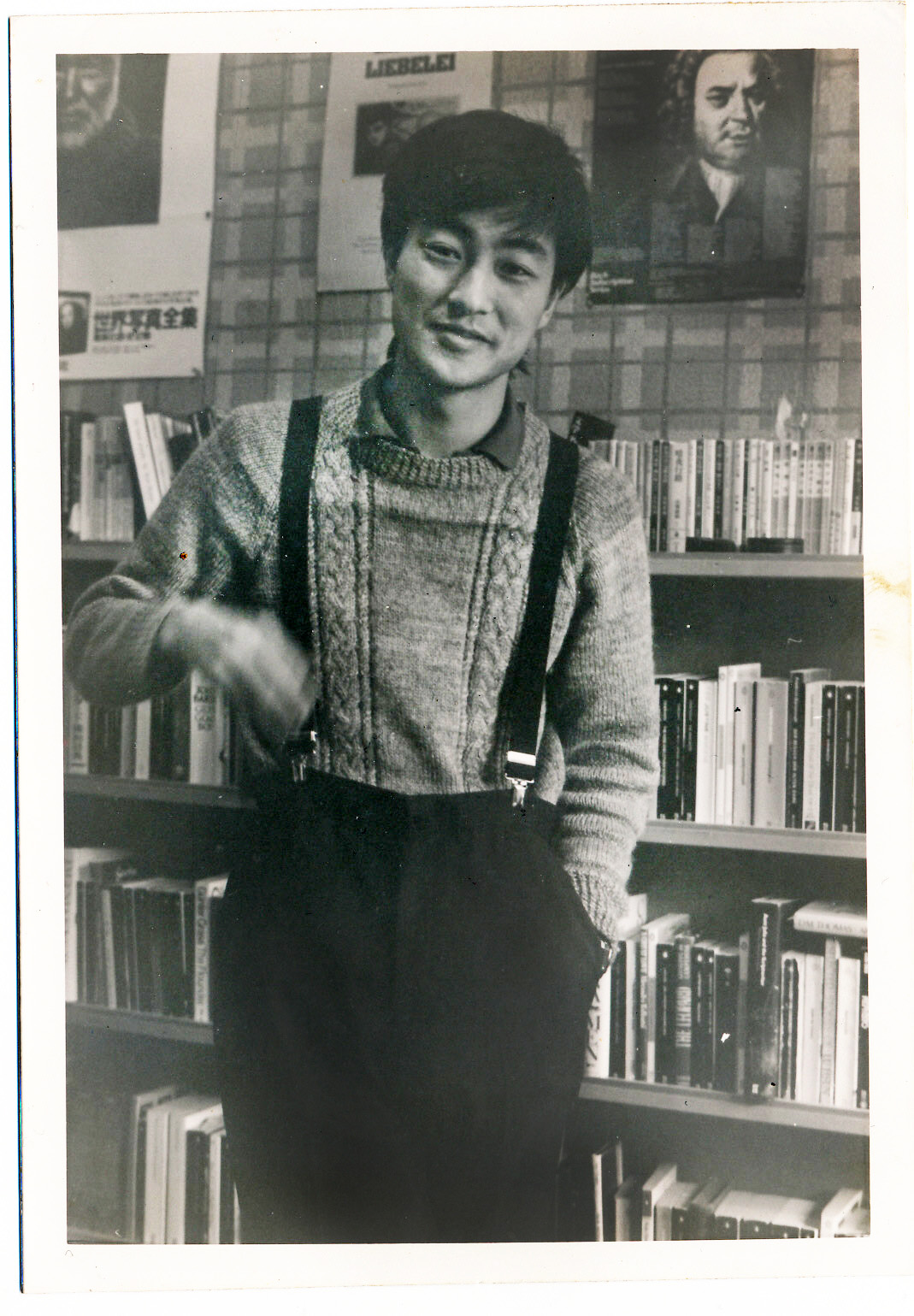
イチロー・カワチ(circa 1983)

イチロー・カワチ（Ichiro Kawachi、河内一郎、1961年11月1日 - ）は、日本出身のアメリカ合衆国の医学者。ハーバード公衆衛生大学院教授。

## 人物・経歴
- 東京都生まれ
- 12歳で父親の仕事の関係でニュージーランドに移住する。
- オタゴ大学卒業。
- 1985年にM.D.（医学博士）をオタゴ大学から授与される。
- 内科医として勤務。
- 1991年にPh.D.をオタゴ大学から授与される。
- 1992年にハーバード大学研究員、教官。
- 2008年－2013年現在、ハーバード公衆衛生大学院社会行動科学部長、教授。彼の講座は公衆衛生大学院の必須単位として、年間400人が受講している。

## 主な著作
- Berkman LF, Kawachi I. Social Epidemiology. New York: Oxford University Press, 2000.
- Kawachi I., S.V. Subramanian, Kim D. (eds). Social Capital and Health. New York: Springer, 2008.
- イチロー・カワチ『命の格差は止められるか: ハーバード日本人教授の、世界が注目する授業』小学館〈小学館101新書〉、2013年、224頁。

## 訳書
- 高尾総司 (監修), 藤原武男 (監修), 近藤尚己 (監修), リサ・F・バークマン (編集), イチロー・カワチ (編集)『社会疫学 上』大修館書店、2017年、416頁。

## 資料
- Ichiro Kawchi ハーバード大学公式ページ
- 「健康長寿の処方箋探る」医師の目、日本経済新聞、2013年8月8日9面